# Lilium akkusianum
Lilium akkusianum ist eine Art aus der Gattung der Lilien (Lilium) in der Candidum-Sektion. Sie wurde erst 1993 von Ernst Gügel und Heinz-Werner Zaiss entdeckt und 1998 von René Gämperle erstbeschrieben.

## Beschreibung
Lilium akkusianum erreicht eine Wuchshöhe von 80 cm bis 140 (180) cm. Die Zwiebel ist eiförmig bis breit elliptisch, bis zu 60 Millimeter hoch und 55 Millimeter breit; die einzelnen Schuppen sind zahlreich und locker, schmal eiförmig-lanzettlich bis schmal lanzettlich und cremefarben.
Der oliv- bis gelbgrüne Stängel ist gerade und unbehaart, die zahlreichen, an Rand und Basis wollig behaarten Blätter sind lanzettförmig bis lineal-lanzettförmig, bis zu 21 Zentimeter lang und 3,5 cm breit. Sie sind wechselständig um den Stängel verteilt.
Die Knospen der Pflanze sind wollig behaart, die Pflanze blüht im Juni und Juli mit 1 bis 6, selten bis zu 25 Blüten in einer Traube nickender bis hängender Blüten. Die Blüten sind glockenartig geformt, bis zu 6 cm lang und 10 cm im Durchmesser und duften seifig nach Zitrone. Die spatelförmigen Blütenblätter sind zurückgerollt. Die Grundfarbe der Blüten ist elfenbeinfarben bis blassgelb mit feinen purpurnen Punkten und gelbem Schlund, gelegentlich purpurn überhaucht. Die Antheren sind orange, die Pollen stark orangerot. Die Staubfäden sind weißlich grün.

## Verbreitung
Lilium akkusianum ist südlich und südöstlich der türkischen Stadt Akkuş in Buchenwäldern, an Waldrändern, auf Wiesen und an Hecken in Höhenlagen zwischen 1100 und 1500 m endemisch. Derzeit sind nur vier Standorte der Art mit insgesamt wenigen hundert Exemplaren bekannt.